# Cernia amyclaria
Cernia amyclaria là một loài bướm đêm trong họ Geometridae.